# Fernando Peirano
Fernando Ernesto Peirano (Buenos Aires, 18 de septiembre de 1974) es un economista argentino especializado en temas de innovación y desarrollo productivo. fue presidente de la Agencia Nacional de Promoción de la Investigación, el Desarrollo Tecnológico y la Innovación, organismo dependiente del Ministerio de Ciencia, Tecnología e Innovación.  Además es profesor de la Universidad de Buenos Aires y de la Universidad Nacional de Quilmes.

## Biografía

#### Formación académica
Realizó la escuela secundaria en el Colegio Nacional Buenos Aires, graduándose en 1993. Se graduó como Licenciado en Economía en la Facultad de Ciencias Económicas de la Universidad de Buenos Aires en 1999.  
Completó estudios de posgrado con una especialización en Gestión y Políticas de Innovación en la Universidad Complutense de Madrid en 2002 y en Desarrollo de América Latina en la Escuela de Verano de la Comisión Económica para América Latina (CEPAL) en 2006.

#### Labor docente y de investigación
Es profesor regular de Economía Internacional de la Facultad de Ciencias Económicas (UBA) y profesor e investigador de la Universidad Nacional de Quilmes, a cargo de varias asignaturas en la licenciatura en Economía del Desarrollo. Además, en esa misma universidad es  miembro de la Comisión Académica de la Maestría en Ciencia, Tecnología y Sociedad y es el director del Diploma en Ciencia, Arte, Tecnología y Educación Superior.
Ha sido convocado como profesor invitado a programas de posgrado de Universidades Nacionales (UNGS, UNTREF, UNMdP) e internacionales (Pompeu Fabra).
Realizó trabajos de consultoría para la Comisión Económica para América Latina (CEPAL el Banco Interamericano de Desarrollo (BID), el Instituto de Pesquisa Económica Aplicada (IPEA), la Red de Indicadores de Ciencia y Tecnología (RICYT), la UNESCO y la Organización de Estados Iberoamericanos (OEI).
En 2016 fue elegido como consejero del Claustro Docente del Departamento de Economía y Administración.

#### Funcionario público
Entre enero de 2012 y diciembre de 2015 fue Subsecretario de Políticas en Ciencia, Tecnología e Innovación Productiva, del Ministerio de Ciencia, Tecnología e Innovación Productiva. Desde esta función fue uno de los redactores del Plan Argentina Innovadora 2020.
Luego de dejar el cargo pasó a integrar el Grupo Callao, un think thank peronista formado por Alberto Fernández. Desde allí fue crítico a la política científica del gobierno de Mauricio Macri. Durante la campaña electoral que llevaría a Fernández a la presidencia, Peirano actuó como vocero de las políticas para el sector científico. En agosto de 2019 declaró que en caso de ganar las elecciones restituirán el Ministerio de Ciencia, revirtirán los recortes en el presupuesto y convertirán al sector científico "en el principal asesor de las políticas públicas".
El 19 de diciembre de 2019 fue designado presidente de la Agencia Nacional de Promoción de la Investigación, el Desarrollo Tecnológico y la Innovación, organismo dependiente del Ministerio de Ciencia, Tecnología e Innovación.

## Ideas y pensamiento
Peirano sostiene que la ciencia y la tecnología de un país son insumos necesarios para mover el engranaje productivo local. Se requieren sistemas y redes articuladas de producción que consideren el trabajo articulado de diversos actores. Se posiciona a favor de un esquema macroeconómico que considere el crecimiento de las actividades industriales, apoyándose en la gestión del conocimiento, a partir del cual puedan lograrse cuotas de soberanía y libertad de acción en relación con las reglas que imponen los mercados internacionales.
Fundamenta que el desarrollo de un país tiene su sustento en una tríada compuesta por: la industria, la ciencia y los recursos y que debe apuntalarse con decisiones innovadoras que permitan retomar de forma creativa los problemas que se plantean. Y en este sentido, la ciencia funciona como inspiración para la innovación.
Por otro lado, destaca la relevancia de la planificación en el sector de la Ciencia y la Tecnología para construir un plan estratégico consensuado por diversos sectores y que considere las necesidades actuales del país. También propone poder tener en cuenta líneas de acción que funcionan en otros países para adaptarlas considerando la idiosincrasia argentina, ya que los países más ricos han invertido sostenidamente en la inteligencia y conocimiento.
Asimismo, afirma que hace falta una decisión política y una fuerte apuesta presupuestaria para que la ciencia y la tecnología formen parte del desarrollo del país.

## Publicaciones
Fernando Peirano ha sido autor y coautor de diversas publicaciones como:
- PEIRANO, F., ALBRIEU, R., BASCO, A., BREST LÓPEZ, C., DE AZEVEDO, B., RAPETTI, M., VIENNI, G. (2019) “Travesía 4.0: Hacia la transformación industrial de la Argentina”. Documento conjunto elaborado por  CIPPEC, UIA y BID-INTAL
- PEIRANO, F; Carregal, C: Peirano, M.A. (2017) “El complejo productivo de bienes de capital, entre el carácter estratégico, la expansión y los límites estructurales”, capítulo V, Incluido en Abeles, M, Cimoli, M, Lavarello, P “Manufactura y Cambio Estructural. Aportes para pensar la política industrial en la Argentina”, Santiago de Chile, CEPAL.
- Sleiman, C., Gordon, A., PEIRANO F. (2016) “Innovación social en Argentina: ciencia y tecnología para el desarrollo inclusivo” en Domanski, D., Monge, N. y otros (eds.) Innovación Social en Latinoamérica. Bogotá, UNIMINUTO.

- PEIRANO, F (2013) “Un análisis de los cambios en la política TIC de Argentina desde la perspectiva de los procesos empresariales”, incluido en Entre mitos y realidades. TIC, políticas públicas y desarrollo productivo en América Latina, Rovira, S y Stumpo, G (Comp), CEPAL-Naciones Unidas, Santiago.
- PEIRANO, F (2013) “El complejo productivo de bienes de capital“  incluido como capítulo 2 en La industria argentina frente a los nuevos desafíos y oportunidades del siglo XXI, Stumpo, G. y Rivas, D. (Compiladores), LC/R.3637, Comisión Económica para América latina (CEPAL), Naciones Unidas, Santiago de Chile.
- PEIRANO, F (2011) “El FONTAR y la promoción de la innovación en empresas entre 2006 y 2010” incluido en Investigación Científica e Innovación Tecnológico en Argentina. Impacto de los fondos de la Agencia Nacional de Promoción Científica y Tecnológica, Porta, F y Lugones, G (directores), Universidad Nacional de Quilmes Editorial.
- PEIRANO, F. (2007) “Technological change in the manufacturing sectors of Argentina and Brazil: An analisys based on the innovation surveys” incluido como capítulo 3 en De Negri, J & Turchi, L (editors), Technological Innovation in Brazilian and Argentine Firms, IPEA,  Brasilia
- Anlló, G; Lugones, G; PEIRANO, F (2007) “La innovación en la Argentina post-devaluación Antecedentes previos y tendencias a futuro” incluido como capítulo 7 en Kosacoff, B (editor) Crisis, recuperación y nuevos dilemas. La economía argentina 2002-2007, CEPAL-Oficina Buenos Aires.
- PEIRANO, F y Suárez, D. (2006) “ICTs and Enterprise: Conceptual Proposals to Generate Indicators for the Information Society”, Journal of Information Systems and Technology Management, Vol 3, Nro 2, May-Ago. ISSN online: 1807-1775
- Lugones, G. y PEIRANO, F. (2004) “Proposal for an Annex to the Oslo Manual as a Guide for Innovation Surveys in Less Developed Countries Non-Member of the OECD”, Contribución al Proyecto Manual de OSLO 2005 (OCDE), septiembre.